# Epichlorops californicus
Epichlorops californicus är en tvåvingeart som beskrevs av Wheeler 1994. Epichlorops californicus ingår i släktet Epichlorops och familjen fritflugor.
Artens utbredningsområde är Kalifornien. Inga underarter finns listade i Catalogue of Life.